# Hervé Revelli
Pour les articles homonymes, voir Revelli.

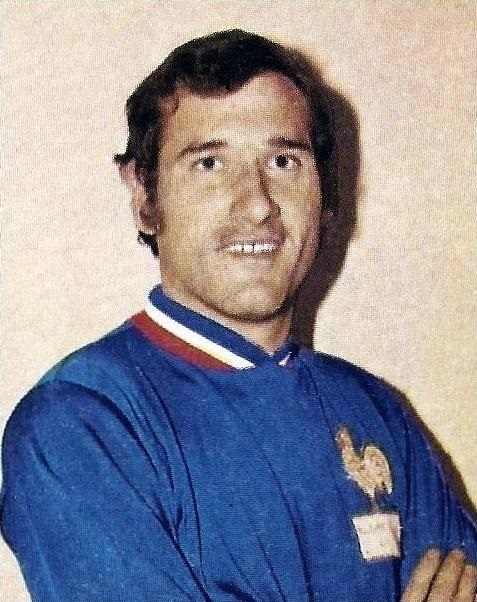
Hervé Revelli en 1974.

Hervé Revelli, né le 5 mai 1946 à Verdun dans la Meuse, est un footballeur international puis entraîneur français.
Il est notamment connu pour être le meilleur buteur de l'histoire de l'AS Saint-Étienne, dont il porte le maillot vert entre 1966 et 1971, puis entre 1973 et 1978. Son aventure stéphanoise est coupée par 2 saisons à Nice de 1971 à 1973, il termine sa carrière au CS Chênois puis à la Berrichonne de Châteauroux.
Il dispute 30 rencontres avec l'équipe de France entre 1966 et 1975, pour 15 buts inscrits.

## Biographie

### Famille
Hervé fait partie d'une fratrie de cinq garçons et une fille (Arlette), ses frères Patrick et Daniel (décédé en 2019) deviennent également footballeurs professionnels.
La famille a vécu à Mimet, petit village près de Marseille et Gardanne, la petite ville voisine.

### Carrière de joueur
Il évolue au poste d'attaquant du milieu des années 1960 au début des années 1980. 
Formé à l'AS Saint-Étienne, il remporte avec ce club sept titres de champion de France et quatre coupes de France. Finaliste de la Coupe des clubs champions européens en 1976, il est le meilleur buteur de toute l'histoire de l'ASSE avec cent soixante-quinze buts inscrits en championnat. 
Son aventure stéphanoise est entrecoupée de deux saisons à l'OGC Nice, il inscrit 41 buts en championnat mais ne remporte aucun trophée sur la Côte d'Azur.
Il termine ensuite sa carrière professionnelle en tenant le rôle d'entraîneur-joueur au CS Chênois de 1978 à 1980, puis à la Berrichonne de Châteauroux jusqu'en 1983.
Il réédite l'expérience entre 1983 et 1985, cette fois en cinquième division nationale, chez les amateurs du SC Draguignan.
En 2022, le magazine So Foot le classe dans le top 1000 des meilleurs joueurs du championnat de France, à la 5e place.

### En équipe de France
Il compte trente sélections en équipe de France de 1966 à 1975 pour quinze buts marqués mais ne dispute aucune phase finale avec les Bleus. 
Son cadet Patrick Revelli est également appelé à cinq reprises sous le maillot bleu.

### Reconversion
Devenu entraîneur, il dirige notamment des équipes de divisions inférieures françaises, de nombreuses équipes du Maghreb et la sélection béninoise, il reste rarement plus d'un an au même endroit. 
De janvier 2009 à 2011, Hervé Revelli est l'entraîneur général de l'US Feurs, basée dans le département de la Loire, qui évolue en CFA 2. Il devient président du club en 2014 mais démissionne rapidement "pour raisons personnelles".

## Carrière d'entraîneur
- 1980-1983 :  LB Châteauroux : entraineur-joueur
- 1986-1987 :  Club sportif sfaxien
- 1987-1988 :   CS Château-Thierry
- 1998-1999 :  Club Athlétique Bizertin
- 2003-2004 :  MC Oran
- 2004 :  MC Alger
- 2004-2005 :  Bénin
- 2005-2006 :  US Beaurepaire Football
- 2007-2008 :  Toulouse Fontaines Club : manager général
- 2009 :  US Feurs : entraîneur général ("conseils techniques")
- juillet 2009 - 2011 :  US Feurs

## Palmarès de joueur

### En club
AS Saint-Étienne :
- Champion de France en 1967, en 1968, en 1969, en 1970, en 1974, en 1975 et en 1976
- Vainqueur de la Coupe de France en 1968, en 1970, en 1975 et en 1977
- Vainqueur du Challenge des Champions en 1967, en 1968 et en 1969
- Finaliste de la Coupe d'Europe des Clubs Champions en 1976

### En sélection
Équipe de France :
- 30 sélections et 15 buts entre 1966 et 1975

## Palmarès d'entraîneur
- Champion de District de la Drôme-Ardèche en 2006 avec Beaurepaire

## Distinctions individuelles
AS Saint-Étienne :
- Meilleur buteur du Championnat de France en 1967 (31 buts) et en 1970 (28 buts)
- Élu meilleur joueur français de l'année par France Football en 1969[7]

## Records
- 3e meilleur buteur de l'histoire du championnat de France, derrière Delio Onnis et Bernard Lacombe avec 216 buts marqués entre 1965 et 1978 (premier de 1975 à 1978)
- 10e meilleur buteur français de l'histoire toutes compétitions confondues (291 buts)[8]
- Meilleur buteur de l'histoire du Trophée des champions avec 6 buts marqués lors des éditions 1967, 1968 et 1969 avec l'AS Saint-Étienne
- Meilleur buteur de l'histoire de l'AS Saint-Étienne avec 175 buts inscrits en championnat et 274 buts inscrits toutes compétitions confondues
- Plus grand nombre de titres de Champion de France remportés par un joueur : 7 (record partagé avec Jean-Michel Larqué (également avec l'ASSE), Sidney Govou, Grégory Coupet et Juninho)
- Jusqu'au 21 mars 2021, il est le plus jeune joueur à atteindre la barre des 100 buts inscrits en première division, à l'âge de 23 ans et 159 jours. Il est détrôné ce jour-là par Kylian Mbappé (22 ans et 91 jours), Hervé s'amuse alors du fait qu'il n'a jamais eu connaissance de ce record auparavant[9].

### Statistiques
| Saison                | Club                  | Championnat           | Championnat | Championnat | Coupe(s) nationale(s) | Coupe(s) nationale(s) | Supercoupe | Supercoupe | Compétition(s) continentale(s) | Compétition(s) continentale(s) | Compétition(s) continentale(s) | France | France | Total | Total |
| Saison                | Club                  | Division              | M.          | B.          | M.                    | B.                    | M.         | B.         | Comp.                          | M.                             | B.                             | M.     | B.     | M.    | B.    |
| 1965-1966             | AS Saint-Etienne      | Division 1            | 25          | 12          | 1                     | 0                     | -          | -          | -                              | -                              | -                              | -      | -      | 26    | 12    |
| 1966-1967             | AS Saint-Etienne      | Division 1            | 34          | 31          | 2                     | 0                     | 1          | 2          | -                              | -                              | -                              | 3      | 2      | 40    | 35    |
| 1967-1968             | AS Saint-Etienne      | Division 1            | 32          | 23          | 7                     | 1                     | 1          | 3          | C1                             | 4                              | 1                              | 1      | 0      | 45    | 28    |
| 1968-1969             | AS Saint-Etienne      | Division 1            | 31          | 21          | 4                     | 4                     | 1          | 1          | C1+CI                          | 2+2                            | 1+0                            | 2      | 0      | 42    | 27    |
| 1969-1970             | AS Saint-Etienne      | Division 1            | 31          | 28          | 10                    | 4                     | -          | -          | C1                             | 4                              | 3                              | 5      | 4      | 50    | 39    |
| 1970-1971             | AS Saint-Etienne      | Division 1            | 36          | 10          | 1                     | 1                     | -          | -          | C1                             | 2                              | 0                              | 4      | 4      | 43    | 15    |
| Sous-total            | Sous-total            | Sous-total            | 189         | 125         | 25                    | 10                    | 3          | 6          | -                              | 14                             | 5                              | 15     | 10     | 246   | 156   |
| 1971-1972             | OGC Nice              | Division 1            | 34          | 19          | 6                     | 3                     | -          | -          | -                              | -                              | -                              | 6      | 3      | 46    | 25    |
| 1972-1973             | OGC Nice              | Division 1            | 37          | 22          | 1                     | 0                     | -          | -          | CI                             | 1                              | 0                              | 6      | 1      | 45    | 23    |
| Sous-total            | Sous-total            | Sous-total            | 71          | 41          | 7                     | 3                     | -          | -          | -                              | 1                              | 0                              | 12     | 4      | 91    | 48    |
| 1973-1974             | AS Saint-Etienne      | Division 1            | 34          | 19          | 5                     | 2                     | -          | -          | CI                             | 5                              | 4                              | 2      | 1      | 46    | 26    |
| 1974-1975             | AS Saint-Etienne      | Division 1            | 35          | 14          | 9                     | 9                     | -          | -          | C1+CI                          | 8+2                            | 3+0                            | 1      | 0      | 55    | 26    |
| 1975-1976             | AS Saint-Etienne      | Division 1            | 29          | 12          | 1                     | 0                     | -          | -          | C1                             | 9                              | 2                              | -      | -      | 39    | 14    |
| 1976-1977             | AS Saint-Etienne      | Division 1            | 17          | 1           | 5                     | 1                     | -          | -          | C1                             | 3                              | 0                              | -      | -      | 25    | 2     |
| 1977-1978             | AS Saint-Etienne      | Division 1            | 15          | 1           | 3                     | 0                     | -          | -          | -                              | -                              | -                              | -      | -      | 18    | 1     |
| Sous-total            | Sous-total            | Sous-total            | 130         | 47          | 23                    | 12                    | -          | -          | -                              | 27                             | 9                              | 3      | 1      | 183   | 69    |
| 1978-1979             | CS Chênois            | Ligue nationale A     | -           | -           | -                     | -                     | -          | -          | -                              | -                              | -                              | -      | -      | 0     | 0     |
| 1979-1980             | CS Chênois            | Ligue nationale A     | 1           | 0           | -                     | -                     | -          | -          | -                              | -                              | -                              | -      | -      | 1     | 0     |
| Sous-total            | Sous-total            | Sous-total            | 1           | 0           | -                     | -                     | -          | -          | -                              | -                              | -                              | -      | -      | 1     | 0     |
| 1980-1981             | Châteauroux           | Division 2            | 34          | 4           | 7                     | 1                     | -          | -          | -                              | -                              | -                              | -      | -      | 41    | 5     |
| 1981-1982             | Châteauroux           | Division 2            | 29          | 2           | 2                     | 0                     | -          | -          | -                              | -                              | -                              | -      | -      | 31    | 2     |
| 1982-1983             | Châteauroux           | Division 2            | 14          | 1           | 2                     | 0                     | -          | -          | -                              | -                              | -                              | -      | -      | 16    | 1     |
| Sous-total            | Sous-total            | Sous-total            | 77          | 7           | 11                    | 1                     | -          | -          | -                              | -                              | -                              | -      | -      | 88    | 8     |
| Total sur la carrière | Total sur la carrière | Total sur la carrière | 468         | 220         | 66                    | 26                    | 3          | 6          | -                              | 42                             | 14                             | 30     | 15     | 609   | 281   |

NB : les statistiques sont très incomplètes pour le passage en Suisse, de plus elles peuvent très légèrement varier selon les sources pour les années à l'ASSE.